# پراگ ۶
پراگ ۶ (به لاتین: Prague 6) یک منطقهٔ مسکونی در جمهوری چک است که در پراگ واقع شده‌است. پراگ ۶ ۴۱٫۵۴ کیلومتر مربع مساحت و ۱۰۰٬۶۰۰ نفر جمعیت دارد.